# Dennis Eagan
Dennis Eagan   (Quetta, 13 d'agost de 1926 - 1 de juliol de 2012) va ser un jugador d'hoquei sobre herba britànic, guanyador d'una medalla olímpica.
Nascut a Quetta, a l'Índia britànica, on el seu pare treballava als ferrocarrils del nord-oest del país, va començar els seus estudiar a Lahore, abans de ser enviat a la Gresham's School. Posteriorment va servir a la Royal Engineers de l'exèrcit britànic, on es retirà amb el grau de coronel.
El 1952 va prendre part en els Jocs Olímpics de Hèlsinki, on guanyà la medalla de bronze en la competició d'hoquei sobre herba. Durant la seva carrera esportiva va jugar 8 partits amb la selecció britànica. Posteriorment va dirigir la selecció nacional de Singapur i ocupà diversos càrrecs dins la Federació Britànica d'Hoquei i la Federació Europea d'Hoquei.